# كأس السوبر الأوروبي 2002
كأس السوبر الأوروبي 2002 لعبت بتاريخ 30 أغسطس 2002 بين نادي ريال مدريد الإسباني الفائز بدوري أبطال أوروبا 2001-02 وفاينورد الهولندي الفائز بكأس الأتحاد الأوروبي 2001-02 وأنتهت المباراة بفوز نادي ريال مدريد في المباراة بنتيجة 3-1 ليحقق النادي أول بطولة سوبر أوروبية في تاريخه.

## الملعب
ملعب لويس الثاني (بالفرنسية: Stade Louis II) ملعب يقع في إمارة موناكو حيث أنشئ في عام 1939م وأعيد بنائه في بداية الثمانينيات من القرن الماضي وتم فتحه بالكامل في عام 1985م تقام عليه سنويا مباراة كأس السوبر الأوروبي كما تجري عليه بطولات ألعاب القوى سمي على اسم أمير موناكو لويس الثاني.

## عن الفريقين
| الفريق     | تأهل                                | المشاركات السابقة (الخط العريض إلى تتويج الفريق بتلك النسخة) |
| ---------- | ----------------------------------- | ------------------------------------------------------------ |
| ريال مدريد | الفائز بدوري أبطال أوروبا 2001-02   | 1998، 2000                                                   |
| فاينورد    | الفائز كأس الأتحاد الأوروبي 2001-02 | لا يوجد.                                                     |

## المباراة

### التفاصيل
| ريال مدريد                                            | 1-3                         | فاينورد              |
| ----------------------------------------------------- | --------------------------- | -------------------- |
| باتريك باو 15' (ه.ذ.) · روبيرتو كارلوس 21' · غوتي 60' | تقرير1 تقرير 2[وصلة مكسورة] | بيير فان هويدونك 56' |

| ريال مدريد | فاينورد |

## وصلات خارجية
- كأس السوبر الأوروبي (الموقع الرسمي)